# Elecciones legislativas de Guatemala de octubre de 1944
Las elecciones legislativas para llenar vacantes en el Congreso, se llevaron a cabo en Guatemala el 13 de octubre de 1944. Las elecciones legislativas fueron manipuladas groseramente para asegurar la elección de los candidatos del gobierno. Siguiendo el ejemplo de Ubico, el presidente Ponce Vaides amañó las elecciones del congreso en octubre de 1944, recibieron, 48,530 votos de un total de 44,571 votos. Los candidatos del Partido Liberal Progresista obtuvieron fácilmente los cinco escaños disponible en el Congreso. 
El 20 de octubre de 1944, los jóvenes oficiales del ejército depusieron al presidente Ponce en un golpe de Estado, tipo Blietzkrieg. El Congreso se disolvió y dieron los plazos de tres elecciones: Congreso, 3-5 de noviembre; presidencial, 17-19 de diciembre; y, asamblea constituyente, 28-30 de diciembre. 